# آلیس ایوانز (بازیگر انگلیسی)
آلیس ایوانز (به انگلیسی: Alice Evans) (زاده ۲ اوت ۱۹۷۱) بازیگر انگلیسی است. از جمله فیلم‌هایی که او در آن بازی کرده می‌توان به مجموعه تلویزیونی اصیل‌ها، خاطرات خون‌آشام، لاست، انجمن آدم‌ربایی، توپ سیاه و ۱۰۲ سگ خالدار اشاره کرد.